# Harpactus
Harpactus ist eine Gattung der Grabwespen (Spheciformes) aus der Familie Crabronidae. Es sind 54 Arten bekannt, die vor allem in der Holarktis verbreitet sind. In der Paläarktis kommen 39 Arten vor. In Europa sind 24 Arten verbreitet.

## Merkmale
Die Stirn der kleinen Grabwespen ist breit und flach, die Augenränder sind innen parallel. Die Mandibeln sind zweizähnig. Die hinteren Ecken des Mesonotums sind nach innen eingeschlagen und die Medialader der Hinterflügel entspringt hinter der Analzelle. Es gibt Arten deren Hinterleib ist basal rostrot oder deren Thorax ist rot gezeichnet. Manche Arten haben auch schwache Binden auf den Tergiten des Hinterleibs.

## Lebensweise
Die Weibchen legen ihre einfachen Nester im sandigen Boden an. Sie bestehen aus ein bis zwei oder mehreren Zellen. Die Brut wird mit Nymphen von Zwergzikaden (Cicadellidae) und Blutzikaden (Cercopidae) versorgt. Die Beute wird gestochen und der Kopf wird mit den Mandibeln bearbeitet (malaxiert), dann erfolgt der Abtransport im Flug. Die Eiablage erfolgt am Bauch oder der Seite der Tiere. Die Arten der Gattung werden vor allem durch Nysson distinguendus, Nysson dimidiatus, Nysson maculatus und Hedychridium roseum und Hedychridium cupreum parasitiert.

## Arten (Europa)
- Harpactus affinis (Spinola 1808)
- Harpactus alvaroi Gayubo 1992
- Harpactus annulatus Eversmann 1849
- Harpactus consanguineus (Handlirsch 1888)
- Harpactus creticus (Beaumont 1965)
- Harpactus croaticus Vogrin 1954
- Harpactus elegans (Lepeletier 1832)
- Harpactus exiguus (Handlirsch 1888)
- Harpactus fertoni (Handlirsch 1910)
- Harpactus formosus (Jurine 1807)
- Harpactus guichardi (Beaumont 1968)
- Harpactus laevis (Latreille 1792)
- Harpactus leucurus (A. Costa 1884)
- Harpactus lunatus (Dahlbom 1832)
- Harpactus moravicus (Snoflak 1943)
- Harpactus morawitzi Radoszkowski 1884
- Harpactus niger (A. Costa 1858)
- Harpactus picticornis Vogrin 1954
- Harpactus priscus Ljubomirov 2001
- Harpactus pulchellus (A. Costa 1859)
- Harpactus quadrisignatus (Palma 1869)
- Harpactus schwarzi (Beaumont 1965)
- Harpactus tauricus Radoszkowski 1884
- Harpactus tumidus (Panzer 1801)

## Belege